# Chata Přátelství
Vycházková chata Přátelství stojí u jednoho z rozcestí lesních cest uprostřed lázeňských lesů jihozápadně od města Karlovy Vary.

## Popis
Chata je typický přístřešek v karlovarských lázeňských lesích. Stojí na křižovatce čtyř lesních cest. Setkávají se zde cesta Přátelství procházející od rozhledny Diana k areálu sv. Linharta, od jihu přicházející bezejmenná pěšina od chaty Rusalka a ze severozápadní strany stoupající cesta z Křižíkovy ulice přes Lesní pobožnost.
Jedná se o větší vycházkovou chatu s dlouhou lavicí, konstrukce je dřevěná se sedlovou střechou oplechovanou okapy. Otevřené průčelí se dvěma sloupy je orientováno k cestě Přátelství.